# Benoît Hamon
Benoît Hamon   (Saint-Renan, 26 de juny de 1967) és un polític francès conegut per formar part del Partit Socialista (PS) Francès, el Partit dels Socialistes Europeus (PES) i del seu partit polític Génération·s.
Hamon es va unir al partit Socialista el 1988 i el 1993 esdevingué el líder del Moviment Socialista Jove fins al 1995. El 2004, Hamon és triat com a membre de l'Assemblea Nacional Francesa per la zona est de França. El 2012, Hamon va ser escollit per l'Assemblea Nacional del president François Hollande, on va ser anomenat ministre d'economia i el 2014 va dimitir per motius ideològics. Llavors va ser reanomenat ministre d'educació al govern de Manuel Valls i seguidament va ser apartat pels mateixos motius ideològics. El 2016, va declarar la seva intenció de presentar-se a les primàries del Partit Socialista de les eleccions presidencials del 2017. Va guanyar aquestes primàries davant de l'anterior ministre Manuel Valls, però va perdre les eleccions generals on va guanyar Emmanuel Macron. Hamon va abandonar el PS el juliol del 2017 després de perdre l'escó a les eleccions legislatives.
Encapçalà la llista de Génération·s per a les eleccions al Parlament Europeu de 2019 a França, i a les eleccions legislatives franceses de 2024 el partit es va incorporar a la coalició Nou Front Popular formada pels principals partits polítics d'esquerra de França: Les Écologistes, França Insubmisa, el Partit Comunista Francès i el Partit Socialista i les formacions Plaça Pública, Génération.s, Gauche républicaine et socialiste, Nou Partit Anticapitalista i Gauche écosocialiste, que van acordar la distribució del nombre de candidats i un programa polític comú.